# Lo Chambon del Chastèl
Lo Chambon del Chastèl (en francès Chambon-le-Château) és un municipi francès situat al departament del Losera i a la regió d'Occitània.